# フリードリヒ4世 (プファルツ選帝侯)

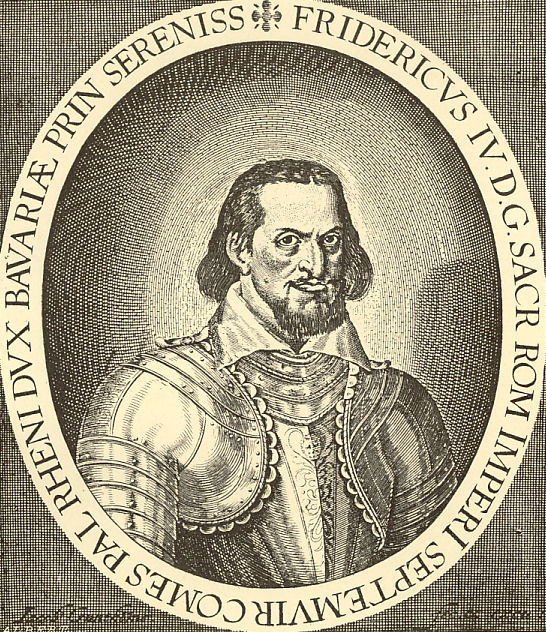
フリードリヒ4世

フリードリヒ4世（Friedrich IV., 1574年3月5日 - 1610年9月19日）は、プファルツ選帝侯（在位：1583年 - 1610年）。ルートヴィヒ6世とヘッセン方伯フィリップ1世の娘エリーザベトの子。1583年から1592年までは、未成年のため叔父のプファルツ＝ジンメルン公ヨハン・カジミールが摂政を務めた。
熱心なカルヴァン派で、神聖ローマ帝国におけるプロテスタントの擁護のため、プロテスタント諸侯を糾合して1608年にプロテスタント同盟を結成し、その盟主となった。

## 子女
1593年、オランダ総督・オラニエ公ウィレム1世とシャルロット・ド・ブルボン＝ヴァンドームの娘ルイーゼ・ユリアナと結婚、8人の子を儲けた。
- ルイーゼ・ユリアナ（1594年 - 1640年） - プファルツ＝ツヴァイブリュッケン＝フェルデンツ公ヨハン2世と結婚。
- カタリーナ・ゾフィー（1595年 - 1626年）
- フリードリヒ5世（1596年 - 1632年）
- エリーザベト・シャルロッテ（1597年 - 1660年）- ブランデンブルク選帝侯ゲオルク・ヴィルヘルムと結婚。
- アンナ・エレオノーレ（1599年 - 1600年）
- ルートヴィヒ・ヴィルヘルム（1600年）
- モーリッツ・クリスティアン（1601年 - 1605年）
- ルートヴィヒ・フィリップ（1602年 - 1655年） - プファルツ＝ラウテルン公